# São Paulo (Luanda)
São Paulo de Luanda, kurz São Paulo, ist ein heutiger Stadtteil (bairro) von  Luanda, der Hauptstadt von Angola, im Stadtbezirk Sambizanga. Es ist Kerngebiet der am 25. Januar 1576 durch den portugiesischen Kapitän Paulo Dias de Novais gegründeten Stadt São Paulo da Assumção de Loanda, heute nur noch Luanda genannt.
Er ist durch seinen Markt Mercado do São Paulo bekannt. Westlich schließt sich, getrennt durch die Rua de António B. de Melo, der Bairro Operário an, nördlich wird der Stadtteil begrenzt durch die Rua de António Enes, östlich durch die Rua Soba Mandume und südlich durch die Rua Cónego Manuel das Neves.